# 윤상범
윤상범(尹相範, 일본식 이름: 伊東相範)은 일제강점기의 승려이다.

## 생애
1921년에 경상북도 달성군의 임휴사 주지를 역임한 승려였다. 1924년부터 12년 동안은 김천군의 계림사 주지였고, 1936년에는 조선총독부로부터 경북 대본산 동화사 주지로 인가를 받았다.
윤상범이 동화사 주지로 재직 중이던 1937년에 중일 전쟁이 발발하면서 불교계도 전쟁 지원에 동원되었다. 윤상범은 전장 발발 직후 동화사에서 국위선양 무운장구 기원 법요를 거행하고 국방헌금을 모금해 헌납했다. 경북 지역 유지들의 비행기 헌납 운동에도 325원을 부담해 참가하는 등 1938년 4월 1일까지 총 720원 77전을 냈다.
경북 5본산이 결성한 경북불교협회에서 부회장에 해당하는 참의로 활동했고, 1939년 중앙교무원 평의원회에서는 신임이사로 선출되어 중앙 불교계에도 진출했다. 그해 사찰의 재정과 관련된 문제로 책임을 지고 동화사 주지직에서 사퇴하였으나, 곧바로 주지 선거에서 다시 당선되어 총독부의 주지 재임 인가를 받았다.
두 번째로 주지직을 맡고 있던 1940년에 국민정신총동원 동화사연맹이라는 조직을 결성하고 자신은 고문으로 취임한 일이 있다. 이 단체는 전방의 일본군을 후방에서도 후원한다는 취지로 결성된 국민정신총동원조선연맹과 같이 애국반이라는 세포 조직을 산하에 두면서 조직적인 전쟁 지원을 위해 결성되었다.
1941년에도 승려가 입는 옷인 가사를 만들어 회향하면서 국방헌금을 모아 납부하였고, 무운장구 국위선양을 기원한다며 가사 1벌을 전선으로 보내기도 했다. 1942년 동화사 주지직에서 물러난 이후 행적은 알 수 없다.
민족문제연구소가 2008년에 발표한 친일인명사전 수록예정자 명단 중 종교 부문에 선정되었다.

## 같이 보기
- 동화사

## 참고자료
- 임혜봉 (2005년 3월 1일). 〈윤상범 : 국민정신총동원 동화사연맹을 결성한 동화사 주지〉. 《친일 승려 108인》. 서울: 청년사. 233~236쪽쪽. ISBN 9788972783848.